# Daniel Bassi
Daniel Bassi, né le 31 octobre 2004 à Oslo en Norvège, est un footballeur norvégien, qui évolue au poste d'ailier gauche au FK Bodø/Glimt.

## Biographie

### Tromsø IL
Né à Oslo en Norvège, Daniel Bassi commence le football au Lille Tøyen FK avant d'être formé par le Tromsø IL, qu'il rejoint en 2015. 
Il joue son premier match le 22 juin 2022, lors d'une rencontre coupe de Norvège contre le Skjervøy IK (en). Il entre en jeu à la place d'August Mikkelsen et son équipe s'impose par quatre buts à un.
Bassi fait sa première apparition dans l'Eliteserien, l'élite du football norvégien, le 23 avril 2023 contre le Viking FK. Il entre en jeu et les deux équipes se neutralisent (1-1 score final).

### FK Bodø/Glimt
Le 1er août 2023, Daniel Bassi rejoint le FK Bodø/Glimt. Il signe un contrat courant jusqu'en décembre 2027.
Il est sacré Champion de Norvège en 2023.

### En sélection
Daniel Bassi représente l'équipe de Norvège des moins de 19 ans. Il est retenu avec cette sélection pour participer au Championnat d'Europe des moins de 19 ans en 2023, jouant son premier match avec les moins de 19 ans dans cette compétition, le 4 juillet 2023, contre la Grèce. Il participe ainsi à la qualification historique de son équipe pour les demi-finale, après son match nul contre l'Espagne (0-0). La demi-finale, disputée face au Portugal est toutefois difficile pour les Norvégiens, qui s'inclinent lourdement (5-0 score final),.

## Palmarès
FK Bodø/Glimt
- Championnat de Norvège (1) :
  - Champion : 2023.